# Paul Costes
Pour les articles homonymes, voir Costes.
Pas d'image ? Cliquez ici

a Compétitions nationales et continentales officielles uniquement.

b Matchs officiels uniquement.
Dernière mise à jour le 20 avril 2024.
Paul Costes, né le 4 avril 2003 à Toulouse (Haute-Garonne), est un joueur français de rugby à XV qui joue au poste de centre au Stade toulousain où il est formé.
Il remporte la Champions Cup en 2024 et le championnat de France en 2023, 2024 et 2025 avec le Stade toulousain.
Son père, Arnaud Costes, est un joueur international français de rugby à XV.

## Biographie

### Jeunesse et formation
Paul Costes naît le 4 avril 2003 à Toulouse. Il est le fils d'Arnaud Costes, ancien joueur international français de rugby à XV. Il commence le rugby en poussin au TUC, puis rejoint Colomiers en benjamins, avant de s'en aller au Stade toulousain quelques années plus tard, en cadets deuxième année.
Avec le club toulousain, il est finaliste du championnat de France espoirs. Durant ce match face au Stade aurillacois, il est titulaire mais Aurillac s'impose finalement 37 à 26,. La saison suivante, en 2022-2023, son club atteint de nouveau la finale championnat de France espoir. Pour cette rencontre face à l'Union Bordeaux Bègles, Paul Costes est titulaire et son équipe s'impose 43 à 7. Il remporte ainsi cette compétition pour la première fois de sa carrière,.

### Carrière en club
Paul Costes fait ses débuts professionnels le 29 octobre 2022, à l'occasion de la neuvième journée de Top 14 de la saison 2022-2023 contre l'Aviron bayonnais, lorsqu'il remplace Arthur Bonneval à la 60e minute de jeu,. La semaine suivante, il marque le premier essai de sa carrière permettant à son équipe d'obtenir le match nul 16-16 contre le Stade français. Il connaît ensuite sa première titularisation quelques mois plus tard, lors de la vingt-et-unième journée contre Castres, remplaçant Pierre-Louis Barassi sur la feuille de match, forfait de dernière minute,. Pour sa première saison en équipe sénior, il joue six matchs dont une titularisation, notamment durant les doublons, où il impressionne, et marque un essai,. En Top 14, les Toulousains terminent à la première place de la saison régulière, se qualifiant donc en demi-finale où ils battent largement le Racing 92 sur le score de 41 à 14 et retrouvent donc le Stade rochelais en finale,. En finale, dans un match très serré, Toulouse s'impose en fin de match et l'emporte 29 à 26,,. Bien que Paul Costes ne participe pas aux phases finales, il est tout de même sacré champion de France pour la première fois de sa carrière.
Pour la saison 2023-2024, Paul Costes est en concurrence au poste de centre à Toulouse avec Pita Ahki, Santiago Chocobares, Pierre-Louis Barassi, Sofiane Guitoune et Dimitri Delibes. Il est alors l'un des joueurs les plus prometteurs du club et du pays,. Il est également annoncé comme un futur international français. En début de saison, il profite des nombreuses absences des joueurs internationaux partis à la Coupe du monde pour gagner du temps de jeu. Après un excellent début de saison, il est nommé dans le XV du mois de novembre en Top 14, puis signe son premier contrat professionnel avec son club formateur. Il prolonge ensuite son contrat jusqu'en 2028.
Le 25 mai 2024, il est titulaire avec le Stade toulousain en finale de la Champions Cup au Tottenham Hotspur Stadium de Londres face au Leinster. Les Toulousains s'imposent 31 à 22 après les prolongations face aux irlandais et remportent ainsi le 6e titre de champions d'Europe du club.
Un mois plus tard, il est remplaçant en finale du Top 14, organisée exceptionnellement au Stade Vélodrome de Marseille, contre l'Union Bordeaux Bègles. L'argentin Santiago Chocobares lui est préféré pour la phase finale du championnat au poste de second centre. Il entre en jeu à la 66e minute à la place de Pita Ahki. Les Toulousains l'emportent 59 à 3, plus large score de l'histoire en finale du championnat de France.

### Carrière internationale
En janvier 2023, il est retenu par l'équipe de France des moins de 20 ans pour participer au Tournoi des Six Nations des moins de 20 ans 2023. Il profite des absences de Nicolas Depoortère et Émilien Gailleton pour connaître sa première cape avec les Bleuets, face à l'Écosse. Il joue ainsi les trois dernières journée de la compétition durant laquelle la France termine en deuxième position derrière l'Irlande.
Quelques mois plus tard, en juin 2023, il est de nouveau sélectionné, cette fois pour participer au Championnat du monde junior. Durant ce Mondial, il joue tous les matchs, formant la paire de centre titulaire de l'équipe de France avec le joueur de l'Union Bordeaux Bègles Nicolas Depoortère, en l'absence de Gailleton en stage avec le XV de France. Les Français se qualifient en demi-finale, où ils éliminent l'Angleterre par une victoire 52-31 avec notamment un essai de Costes. Puis, en finale ils affrontent l'Irlande. Pour cette rencontre, il est titulaire, les Bleuets s'imposent largement sur le score de 50 à 14 et Paul Costes est l'auteur d'une très bonne performance,.

## Statistiques

### En club
| Saison    | Club             | Championnat | Championnat | Championnat | Champions Cup | Champions Cup | Champions Cup |
| Saison    | Club             | Compétition | M           | Ess.        | Compétition   | M             | Ess.          |
| --------- | ---------------- | ----------- | ----------- | ----------- | ------------- | ------------- | ------------- |
| 2022-2023 | Stade toulousain | Top 14      | 6           | 1           | Champions Cup | -             | -             |
| 2023-2024 | Stade toulousain | Top 14      | 12          | 1           | Champions Cup | 4             | 1             |
| Total     | Total            | Top 14      | 18          | 2           | Champions Cup | 4             | 1             |

### Internationales
Paul Costes a disputé huit matchs avec l'équipe de France des moins de 20 ans et marqué sept points dont un essai et une transformation. Il a pris part à une édition du Tournoi des Six Nations des moins de 20 ans en 2023 et à une édition du Championnat du monde junior en 2023.

## Palmarès

### En club
- Stade toulousain
  - Finaliste du Championnat de France espoirs en 2022
  - Vainqueur du Championnat de France espoirs en 2023
  - Vainqueur du Championnat de France en 2023, 2024 et 2025[N 1]
  - Vainqueur de la Champions Cup en 2024

### En équipe nationale
- France -20
  - Vainqueur du Championnat du monde junior en 2023